# Де Анджелис, Фабрицио
Фабри́цио Де А́нджелис (итал. Fabrizio De Angelis; род. 15 ноября 1940, Рим) — итальянский режиссёр фильмов ужасов, сценарист и продюсер.

## Биография
Родился в Риме. Известен как режиссёр боевиков, подражавших другим, более известным картинам. Среди прочего, был продюсером фильмов об Эммануэль, хорроров Лучо Фульчи и боевиков Энцо Дж. Кастеллари. Был главой компаний «Fulvia Film», «Fulvia CInematografica» и «Deaf International Films». Часто использовал псевдоним Ларри Лудман.

## Фильмография
Режиссёр

| Год  |   | Русское название | Оригинальное название | Роль        |
| ---- | - | ---------------- | --------------------- | ----------- |
| 1975 | ф | Жестокий Рим     | Violent Rome          | [ 4 ] [ 5 ] |